# Campionati europei di tiro a volo 2013
I Campionati europei di tiro a volo 2013 sono stati la 47ª edizione della competizione organizzata dalla Federazione europea di tiro.
Si sono svolti dal 28 luglio all'8 agosto 2013 a Suhl, in Germania.
In questa edizione, oltre alle gare di tiro a volo, si sono svolte anche quelle maschili di tiro a segno con bersaglio mobile.

## Podi

### Uomini
| Evento                                    | Oro                                                         | Punti | Argento                                                     | Punti | Bronzo                                                     | Punti |
| Tiro a volo                               |                                                             |       |                                                             |       |                                                            |       |
| Fossa olimpica                            | Josip Glasnović                                             | 124   | Massimo Fabbrizi                                            | 122   | Derek Burnett                                              | 122   |
| Fossa olimpica a squadre                  | Croazia Josip Glasnović Giovanni Cernogoraz Anton Glasnović | 363   | Slovacchia Erik Varga Roman Čavara Marian Kovacócy          | 363   | Francia Stéphane Clamens Kevin Gaillard Antonin Desert     | 362   |
| Double trap                               | Vasilij Mosin                                               | 142   | Marco Innocenti                                             | 143   | Emanuele Bernasconi                                        | 141   |
| Double trap a squadre                     | Italia Marco Innocenti Emanuele Bernasconi Davide Gasparini | 424   | Russia Vasilij Mosin Artëm Nekrasov Vitalij Fokeev          | 419   | Germania Andreas Löw Michael Goldbrunner Waldemar Schanz   | 414   |
| Skeet                                     | Tom Beier Jensen                                            | 124   | Luigi Lodde                                                 | 122   | Georgios Achilleos                                         | 123   |
| Skeet a squadre                           | Norvegia Tom Beier Jensen Tore Brovold Ole Eilif Undseth    | 365   | Germania Sven Korte Gorden Gosch Ralf Buchheim              | 361   | Cipro Georgios Achilleos Antonakis Andreu Andreas Chasikos | 360   |
| Tiro a segno                              |                                                             |       |                                                             |       |                                                            |       |
| Bersaglio mobile 50 metri                 | Emil Martinsson                                             | 591   | Michail Azarenko                                            | 589   | Łukasz Czapla                                              | 589   |
| Bersaglio mobile 50 metri a squadre       | Russia Michail Azarenko Dmitrij Romanov Dmitrij Lykin       | 1756  | Ucraina Andrij Hil'čenko Jehor Čyrva Vladislav Prjanišnikov | 1744  | Rep. Ceca Miroslav Januš Bedřich Jonáš Josef Nikl          | 1742  |
| Bersaglio mobile misto 50 metri           | Michail Azarenko                                            | 392   | Maksim Stepanov                                             | 391   | Dmitrij Romanov                                            | 391   |
| Bersaglio mobile misto 50 metri a squadre | Russia Michail Azarenko Maksim Stepanov Dmitrij Romanov     | 1174  | Rep. Ceca Miroslav Januš Bedřich Jonáš Josef Nikl           | 1169  | Ungheria József Sike Tamás Tasi László Boros               | 1159  |

### Donne
| Evento                   | Oro                                                     | Punti | Argento                                              | Punti | Bronzo                                                      | Punti |
| Fossa olimpica           | Jessica Rossi                                           | 72    | Zuzana Štefečeková                                   | 71    | Federica Caporuscio                                         | 72    |
| Fossa olimpica a squadre | Italia Jessica Rossi Federica Caporuscio Silvana Stanco | 214   | Russia Elena Tkač Tat'jana Barsuk Irina Laričeva     | 209   | Slovacchia Zuzana Štefečeková Jana Mezeiová Lucia Boorová   | 207   |
| Skeet                    | Chiara Cainero                                          | 70    | Çiğdem Özyaman                                       | 70    | Danka Barteková                                             | 70    |
| Skeet a squadre          | Italia Chiara Cainero Katiuscia Spada Diana Bacosi      | 206   | Gran Bretagna Amber Hill Elena Allen Pinky Le Grelle | 205   | Slovacchia Danka Barteková Monika Zemková Andrea Stranovská | 202   |

## Medagliere
| Pos.   | Paese         | Oro | Argento | Bronzo | Totale |
| ------ | ------------- | --- | ------- | ------ | ------ |
| 1      | Italia        | 5   | 3       | 2      | 10     |
| 2      | Russia        | 4   | 4       | 1      | 9      |
| 3      | Croazia       | 2   | 0       | 0      | 2      |
| 3      | Norvegia      | 2   | 0       | 0      | 2      |
| 5      | Svezia        | 1   | 0       | 0      | 1      |
| 6      | Slovacchia    | 0   | 2       | 3      | 5      |
| 7      | Germania      | 0   | 1       | 1      | 2      |
| 7      | Rep. Ceca     | 0   | 1       | 1      | 2      |
| 9      | Gran Bretagna | 0   | 1       | 0      | 1      |
| 9      | Turchia       | 0   | 1       | 0      | 1      |
| 9      | Ucraina       | 0   | 1       | 0      | 1      |
| 12     | Cipro         | 0   | 0       | 2      | 2      |
| 13     | Francia       | 0   | 0       | 1      | 1      |
| 13     | Irlanda       | 0   | 0       | 1      | 1      |
| 13     | Polonia       | 0   | 0       | 1      | 1      |
| 13     | Ungheria      | 0   | 0       | 1      | 1      |
| Totale | Totale        | 14  | 14      | 14     | 42     |